# せんせい (森昌子の曲)
『せんせい』は、1972年7月1日に発売された森昌子のデビューシングル。

## 解説
- 森昌子の歌手デビュー・シングルであり、かつ現在までにおける自身の最大のヒット曲である。
- オリコンヒットチャート在位中の売上げ枚数は 51.4万枚。
- なお、デビュー当時のキャッチフレーズは「あなたのクラスメート 森昌子」であった。
- またこの曲で、翌1973年末の「第24回NHK紅白歌合戦」に初出場を果たした。
- さらに、それから28年が経過した2001年末の「第52回NHK紅白歌合戦」でも、メドレーのひとつとしてこの曲を披露している。

## 収録曲
- 両楽曲共に、作詞：阿久悠／作曲：遠藤実／編曲：只野通泰

1. せんせい（3分17秒）
2. 太陽の花嫁（3分39秒）